# Newsmax
Newsmax Media, Inc. (of Newsmax.com, voorheen NewsMax) is een Amerikaans kabelnieuwszender, politieke opinieforum en digitaal mediabedrijf dat in 1998 werd opgericht door Christopher Ruddy. Het wordt wel eens omschreven als conservatief, rechts en extreemrechts. The New York Times zag de zender als een "machtig wapen in de conservatieve politiek." De zender wordt ook geassocieerd met Donald Trump. CEO Christopher Ruddy heeft geprobeerd het netwerk te positioneren als een concurrent voor Fox News, onder andere door voormalige presentatoren van Fox News aan te trekken. 
Het moederbedrijf Newsmax Media Inc. overkoepelt het kabel- en uitzendkanaal Newsmax TV, de nieuwswebsite Newsmax.com, die ook Newsmax Health en Newsmax Finance omvat, en Newsmax, een maandelijks magazine. 
Newsmax TV heeft zijn hoofdkwartier in New York, maar werkt ook vanuit studio’s in Florida en Washington D.C.. In het Verenigd Koninkrijk is de zender sedert oktober 2023 te ontvangen via het Freeview-platform.